# Batterij Todt

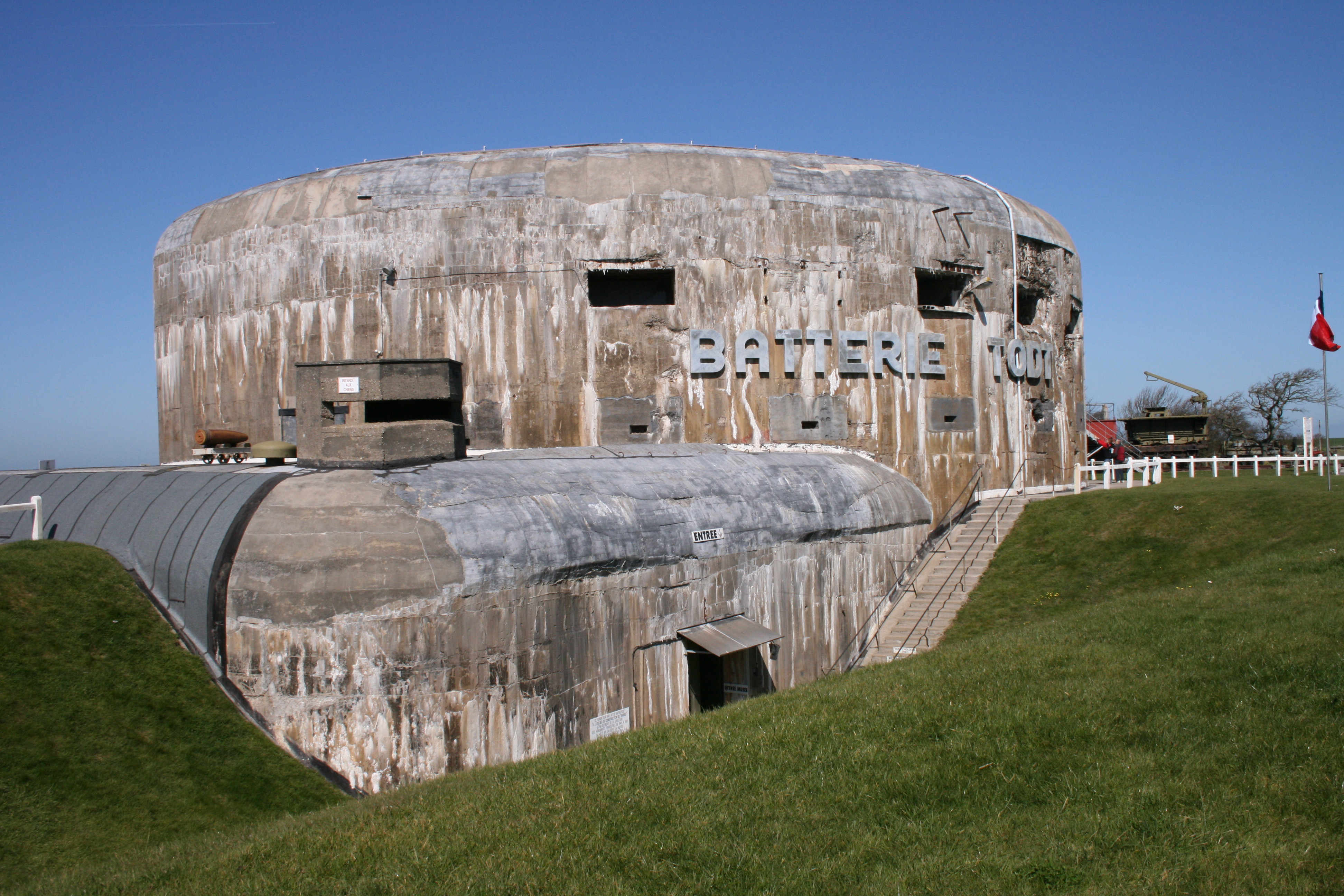
Bunker van Batterij Todt

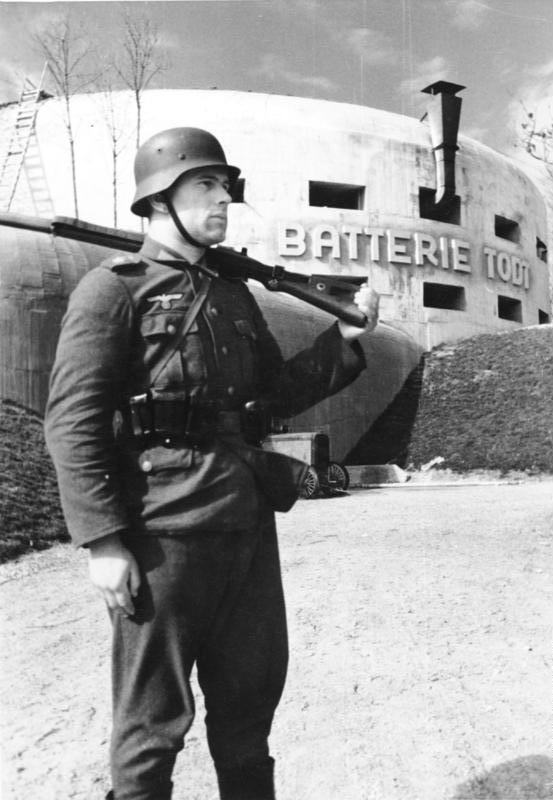
Duitse soldaat voor de Batterij Todt

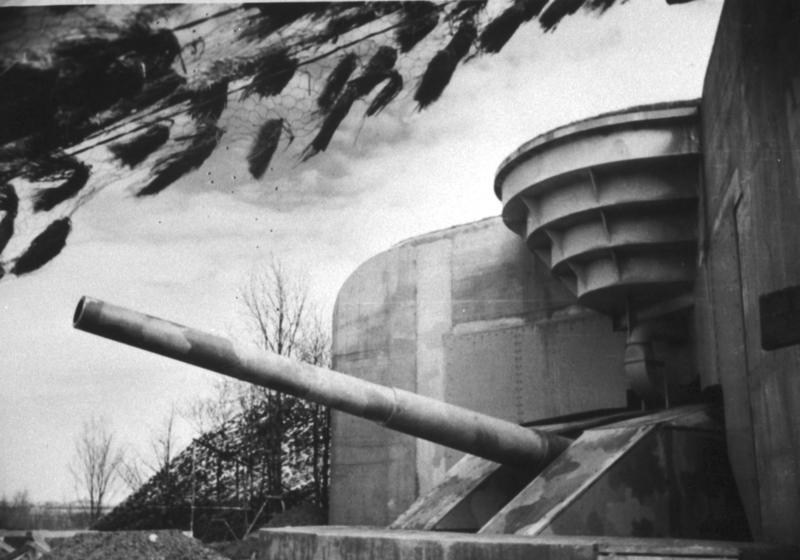
Een van de vier 38cm-kanonnen

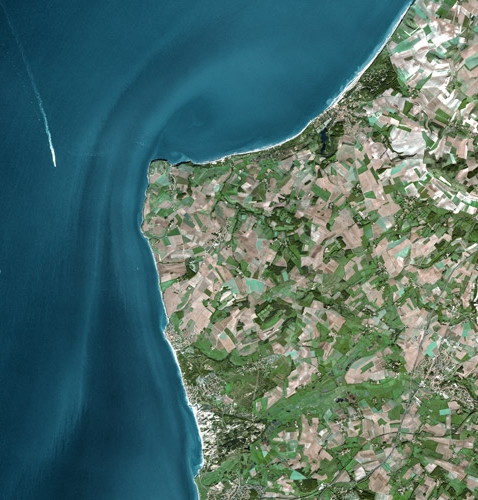
Gezicht op Cap Gris-Nez vanuit de lucht

Batterij Todt (Duits: Batterie Todt, ex Batterie Siegfried) Is een kustbatterij gebouwd door de Duitse Wehrmacht tijdens de Tweede Wereldoorlog. Het complex werd gebouwd door Organisation Todt, nabij het Franse dorp Audinghen, aan Het Kanaal bij Cap Gris-Nez in het departement Pas-de-Calais. Het maakte onderdeel uit van de Atlantikwall en de bewapening bestond uit vier kanonnen met een kaliber van 38 centimeter. Het maximum bereik lag op 55 kilometer en de granaten konden Engeland bereiken.

## Functie en bouw
Kort na de val van Frankrijk werd snel duidelijk dat Engeland geen vrede wilde sluiten met Duitsland. De batterij werd in eerste instantie gebouwd ter ondersteuning van de landingstroepen die Engeland zouden gaan bestormen. Operatie Seelöwe werd echter geannuleerd en Duitsland moest rekening houden met een geallieerde landing.
In augustus 1940 begon Organisation Todt met de bouw van het complex. De muren en het dak waren van 3,5 meter dik gewapend beton. De kanonnen waren in eerste instantie bestemd voor oorlogsschepen, maar werden aangepast voor het gebruik in bunkers. Het kaliber was 380mm en ze schoten granaten van enkele honderden kilo’s minimaal 42 en maximaal 55 kilometer ver weg. Elk kanon had een bemanning van 19 soldaten en vier officieren.
Op 20 januari 1942 werd het eerste schot gelost. De batterij kreeg aanvankelijk de naam Batterij Siegfried. Een paar dagen voor de officiële opening kwam Fritz Todt, de oprichter van Organisation Todt in een vliegtuigongeval om het leven. Als eerbetoon wordt de naam veranderd in Batterie Todt. 
Op 12 februari 1942 kwam de batterij in actie om de slagschepen Gneisenau en Scharnhorst en de zware kruiser Prinz Eugen veilig Het Kanaal te laten passeren.
Naast Batterij Todt waren er nog twee andere batterijen op de kaap. Batterij Grosser Kurfurst bestond uit vier 280mm-kanonnen en Batterij Griz Nez, bij de meest westelijk punt van de kaap, had drie 170mm-stukken. De stukken van Batterij Todt konden alleen richting zee vuren, maar die van de twee andere batterijen konden ook naar doelen landinwaarts worden gericht. De batterijen werden verdedigd met mijnenvelden, prikkeldraadversperringen, bunkers, antitankgeschut en machinegeweren.

## Canadese verovering
Eind september 1944 werden de batterijen aangevallen door troepen van de Canadese 3e infanteriedivisie. Naast de normale versterkingen hadden veel terugtrekkende Duitse troepen zich ook in het gebied ingegraven. Op 26 september 1944 vielen 532 vliegtuigen van de RAF de kaap en Calais aan. Een tweede luchtaanval volgde op 28 september met 302 toestellen waarbij 855 ton bommen vielen.
Vroeg in de ochtend van 29 september vielen de Canadezen aan ondersteund door tanks van de Britse 79e pantserdivisie. De tanks ondervonden veel hinder van de bomkraters, maar de vlegeltanks baanden een weg door de mijnenvelden. De verdedigers van Batterij Todt gaven zich snel over en tegen het midden van de ochtend was de batterij uitgeschakeld. Tijdens deze actie werden zo’n 1600 Duitse krijgsgevangenen gemaakt. Aan Canadese zijde vielen 42 slachtoffers waarvan acht doden. De vlag van de batterij werd naar de burgemeester van Dover gestuurd want met de verovering kwam een einde aan een drie jaar durende beschieting van de stad vanaf de Franse kust.

## Museum
In een van de vier kazematten (Duits: Turm), nummer 1, is nu een museum over de Tweede Wereldoorlog, Musée du Mur de l'Atlantique. Er is veel militair materieel in de collectie en op het buitenterrein staat nog een overgebleven spoorwegkanon Krupp K5. Turm nummer 2 ligt in het bos en nummer drie werd door een ongeval zwaar beschadigd in augustus 1945.